# Club Voleibol Albacete
El Club Voleibol Albacete fue un equipo de voleibol de Albacete, España. Fundado en 1984, fue uno de los clubes más potentes de España, campeón de Liga y Copa de la Reina. Desapareció en 2009 por problemas económicos.

## Historia
Tras unos años en divisiones inferiores, consiguió el ascenso a la máxima categoría en la temporada 1990-1991.
En la temporada 1995-1996 logró los mayores éxitos de su historia tras hacerse con los títulos de Liga y Copa de la Reina, entre otros. 
Anteriormente, justo un año antes, había conseguido el subcampeonato liguero, que se repitió en la temporada 1996-1997. En su haber también está el haber participado en competiciones europeas, tanto en la Copa de Europa como en la Copa CEV.
En 2009 desapareció de la competición por problemas económicos pese a haber terminado la temporada en la tercera posición de la Superliga y estar nuevamente clasificado para participar en la Copa CEV.
Actualmente, el club tiene equipos en inferiores categorías y en la temporada 2021-2022 se ha vuelto reunir un senior en segunda división regional. 